# Ceromitia holosticta
Ceromitia holosticta là một loài bướm đêm thuộc họ Adelidae. Loài này có ở Nam Phi.